# 太空一号 (企业)
太空一号是一家日本私营航空航天企業、航天器制造商、轨道发射服务提供商和航天发射场运营商。该公司成立於2018年7月，由佳能电子公司（佳能的上市子公司）、IHI 航空航天公司（IHI的子公司）、清水建設和日本发展银行共同設立。

## 外部連結
- SPACE ONE 官網 （页面存档备份，存于）